# Байкальский подводный нейтринный телескоп
Байкальский нейтринный телескоп (англ. Baikal Gigaton Volume Detector, Baikal-GVD) — нейтринная обсерватория, находящаяся на дне озера Байкал. На момент введения в строй 13 марта 2021 года объём детектора стал сравним с крупнейшим на сегодняшний момент детектором нейтрино IceCube . Телескоп наряду с IceCube, ANTARES и KM3NeT входит в Глобальную нейтринную сеть (GNN) как важнейший элемент сети в Северном полушарии Земли.
Обсерваторию эксплуатирует коллаборация «Байкал», которая включает Институт ядерных исследований РАН, Объединенный институт ядерных исследований, Иркутский государственный университет, Московский государственный университет им. М. В. Ломоносова, Нижегородский государственный технический университет, Санкт-Петербургский государственный морской технический университет, компанию Evologic (Германия), Институт ядерной физики Академии наук Чехии, Институт экспериментальной и прикладной физики Пражского университета, Братиславский университет.

## История
Идею использовать для детектирования нейтрино по черенковскому излучению глубокие природные водоёмы высказал М. А. Марков в 1960 году. В 1980 году А. Е. Чудаков предложил Байкал в качестве такого водоёма. И 1 октября того же года при Институте ядерных исследований Академии наук СССР была учреждена возглавляемая Г. В. Домогацким лаборатория нейтринной астрофизики высоких энергий, которая в 1981 году начала работу с детекторами под водой. В 1984 году была испытана установка «Гирлянда-84» из 12 детекторов, послужившая базисом для будущих телескопов.

### Первый этап постройки
В 1993 году были погружены первые три гирлянды будущего байкальского нейтринного телескопа НТ-200, детектировавшие в том же году первые два нейтрино. Телескоп был закончен в 1998 году, имел рабочий объём 100 тыс. м³ и представлял собой 8 72-метровых гирлянд из 192 детекторов на глубине более 1 км. Он считается первой очередью телескопа Baikal-GVD.

### Второй этап постройки
К 2010 году было завершено проектирование второй очереди байкальского телескопа. В апреле 2015 года был размещён первый демонстрационный кластер «Дубна» обновлённого телескопа, со 192 детекторами на 8 345-метровых гирляндах на глубине до 1276 м. В 2016—2018 годах были размещены первые три базовых кластера телескопа (каждый год по одному). В апреле 2019 были запущены ещё два кластера, всего в рабочем состоянии их стало 5. В апреле 2020 года были смонтированы ещё два кластера, шестой и седьмой. 
Последний, восьмой кластер был установлен в 2021 году, рабочий объём телескопа достиг 0,4 км³. Однако расширение телескопа будет продолжено, к 2030 году планируется довести число кластеров до 27.

## Описание установки и принцип работы
Установка имеет модульный характер. На 2008 год работало 11 гирлянд. По состоянию на март 2025 года в работе 13 кластеров, начат монтаж 14-го. Проектная мощность телескопа 1 Гт, что соответствует объёму воды в 1 км3.